# 좌파당 (북마케도니아)
좌파당(마케도니아어: Левица)은 2015년에 설립된 북마케도니아의 사회주의 정당이다.

## 개요
좌파당은 2015년 11월에 연대운동당, 마케도니아공산당, 사회정의운동당의 합당으로 창당되었다. 2016년에는 정부의 독재에 반대하는 마케도니아 반정부 시위를 조직하였고 노동권과 평등권 그리고 사회 정의를 요구하는 집회를 벌였다.

## 이념
좌파당은 사회주의와 국유화를 요구하며, 반파시즘, 반제국주의, 세속주의를 지지한다.